# Korthårig kamgeting
Korthårig kamgeting (Euodynerus notatus) är en stekelart som först beskrevs av Louis Jurine 1807.
Enligt Catalogue of Life ingår korthårig kamgeting i släktet kamgetingar och familjen Eumenidae, men enligt Dyntaxa är tillhörigheten istället släktet kamgetingar och familjen getingar. Arten är reproducerande i Sverige.

## Underarter
Arten delas in i följande underarter:
- E. n. cyrenaicus
- E. n. nigripes